# Аньцы
Аньцы́ (кит. упр. 安次, пиньинь Āncì) — район городского подчинения городского округа Ланфан провинции Хэбэй (КНР).

## История
При империи Хань был создан уезд Аньцы (安次县). При империи Мин он был преобразован в уезд Дунъань (东安县). В 1914 году он вновь стал уездом Аньцы.
В 1949 году был образован Специальный район Тяньцзинь (天津专区), и уезд вошёл в его состав. В 1958 году уезд Аньцы был присоединён к уезду Уцин.
В 1961 году уезд Аньцы был воссоздан в прежних границах. В 1965 году правление Специального района Тяньцзинь переехало в посёлок Ланфан. В 1967 году Специальный район Тяньцзинь был переименован в Округ Тяньцзинь (天津地区). В 1973 году Округ Тяньцзинь был переименован в Округ Ланфан (廊坊地区). В 1983 году посёлок Ланфан был выделен из уезда Аньцы в отдельный городской уезд Ланфан; в июле 1983 года оставшаяся территория уезда Аньцы была присоединена к городскому уезду Ланфан.
В сентябре 1988 года решением Госсовета КНР округ Ланфан был преобразован в городской округ Ланфан; бывший городской уезд Ланфан стал районом Аньцы в его составе. В 2000 году из района Аньцы был выделен район Гуанъян.

## Административное деление
Район Аньцы делится на 3 уличных комитета, 4 посёлка и 4 волости.